# Alberto Vignes
Alberto Juan Vicente Vignes (5 de diciembre de 1896 - 12 de julio de 1978) fue un abogado y político argentino, ministro de Relaciones Exteriores de su país entre 1973 y 1975.

## Biografía
Vignes nació en 1896 en Buenos Aires, hijo de Alberto Vignes, 39, y Luisa Mariani, 34. Se recibió de abogado en la Universidad de Buenos Aires; en su juventud estuvo afiliado a la organización nacionalista Legión Cívica Argentina, formada por el general José Félix Uriburu luego del golpe de Estado del 6 de septiembre de 1930 contra el presidente Hipólito Yrigoyen.
En noviembre de 1920 integró, por designación del Presidente Hipólito Yrigoyen, la delegación de la Argentina a la ante la Liga de Naciones  como auxiliar attaché. La delegación se encontraba liderada por el Canciller Honorio Pueyrredón. Tras incorporarse al servicio exterior de la Nación, en 1948 fue nombrado Subsecretario de Relaciones Exteriores por influencia de Eva Perón, pero pocos meses más tarde fue separado del cargo por razones desconocidas. Más tarde se afirmaría que habría sido descubierto en un acto de corrupción. Regresó a la actividad privada y se estableció en una estancia en Bell Ville, provincia de Córdoba.
En 1973 fue nombrado Ministro de Relaciones Exteriores de la Nación durante la presidencia interina de Raúl Lastiri, principalmente por influencia de su amigo Benito Llambí. Estaba afiliado a la logia Propaganda Due, a la que también pertenecía el ministro de Bienestar Social, José López Rega; por su influencia, el presidente Juan Domingo Perón condecoró al dirigente de esa logia, Licio Gelli. Su mandato duró hasta la caída de López Rega a mediados de 1975.
Durante su gestión se opuso enérgicamente a la apertura a los países comunistas que había iniciado el renunciado presidente Héctor Cámpora, aunque por un tiempo prevaleció la postura a favor de esa apertura dirigida por el ministro de economía José Ber Gelbard; a su pesar, debió aceptar la incorporación de la Argentina al Movimiento de Países No Alineados, aunque logró evitar la incorporación de su país al Pacto Andino. Tras la renuncia de Gelbard, llevó al gobierno a un estrecho contacto con los Estados Unidos a través de su canciller, Henry Kissinger, y la Argentina se plegó internacionalmente a la postura que consideraba al comunismo la principal amenaza para el continente americano.
Llevó adelante una política activa con los países vecinos: con el Uruguay, país con el que, en septiembre de 1973, firmó el Tratado del Río de la Plata, que puso fin a la disputa de límites en las aguas del Río de la Plata; con el Paraguay, país con el que firmó un tratado para la construcción de la Represa de Yacyretá; y con el Brasil, país con el cual las relaciones exteriores fueron de tenso enfrentamiento por intereses geopolíticos.
Falleció el 12 de julio de 1978 y está sepultado en el Cementerio de la Recoleta.

## Publicaciones
- Discurso de S.E. el señor Canciller de la R.A. Embajador Alberto Vignes en la Asamblea General de la OEA, Atlanta, Georgia, Estados Unidos de América, sábado 20 de abril de 1974. Buenos Aires: Presidencia de la Nación - Secretaría de Prensa y Difusión, 1974.